# Neumichtis emergens
Neumichtis emergens là một loài bướm đêm trong họ Noctuidae.